# Statue-menhir du col de la Frajure
La statue-menhir du col de la Frajure est une statue-menhir appartenant au groupe rouergat découverte à Fraisse-sur-Agout, dans le département de l'Hérault en France.

## Historique
La statue a été découverte en 2007 par les époux Maillé, au col de la Frajure qui permet le passage entre la vallée de la Vèbre et celle de l'Agout. La statue-menhir est inscrite monument historique au titre d'objet depuis le 28 décembre 2015.

## Description
La statue a été gravée dans une dalle de granite d'origine locale mesurant 3 m de hauteur sur 1,42 m de largeur, d'une épaisseur de 0,25 à 0,52 m, partiellement tronquée dans sa partie inférieure droite.
La statue est très érodée. Les gravures sont visibles uniquement sous une lumière rasante. Les caractères anthropomorphes gravés sont un visage (yeux, nez), les bras et les mains, les jambes. Le personnage, masculin, porte une ceinture à boucle ovalaire, un baudrier et « l'objet ».